# (3091) van den Heuvel
(3091) van den Heuvel es un asteroide perteneciente al cinturón de asteroides, descubierto el 24 de septiembre de 1960 por Cornelis Johannes van Houten en conjunto a su esposa también astrónoma Ingrid van Houten-Groeneveld y el astrónomo Tom Gehrels desde el Observatorio del Monte Palomar, Estados Unidos.

## Designación y nombre
Designado provisionalmente como 6081 P-L. Fue nombrado van den Heuvel en honor al astrónomo holandés Ed van den Heuvel, y su nieta "Julia Edith van den Heuvel".